# Football League (Filippine)
La Philippines Football League è  la principale competizione calcistica delle Filippine.

## Squadre 2023-2024
| Squadra           | Città  | Stadio                                  | Prima partecipazione |
| ----------------- | ------ | --------------------------------------- | -------------------- |
| Dynamic Herb Cebu | Cebu   | Dynamic Herb–Borromeo Sports Complex    | 2022                 |
| Kaya–Iloilo       | Iloilo | Stadio del Complesso sportivo di Iloilo | 2017                 |
| Maharlika Manila  | Manila | Stadio del Memoriale di Rizal           | 2020                 |
| Mendiola 1991     | Taguig | McKinley Hill Stadium                   | 2019                 |
| Stallion Laguna   | Biñan  | Stadio calcistico di Biñan              | 2017                 |

## Albo d'oro
- 2017:  Ceres-Negros (1)
- 2018:  Ceres-Negros (2)
- 2019:  Ceres-Negros (3)
- 2020:  United City (4)
- 2021: Non disputato a causa della pandemia di Covid-19
- 2022-2023:  Kaya-Iloilo (1)
- 2024:  Kaya-Iloilo (2)
- 2024-2025:  Kaya-Iloilo (3)

## Vittorie per squadra
| Club        | Titoli | Anni                   |
| ----------- | ------ | ---------------------- |
| United City | 4      | 2017, 2018, 2019, 2020 |
| Kaya-Iloilo | 3      | 2023, 2024, 2025       |